# Festival dokumentarnog rock-filma
Festival dokumentarnog rock-filma (DORF) se održava od 8. – 11. ožujka 2007. u Vinkovcima.
Održava se u Gradskom kazalištu "Joza Ivakić", u organizaciji Udruge ljubitelja filma "RARE", Gradskog poglavarstva Vinkovci (glavnog pokrovitelja), VTV-a i Gradskog kazališta "Joza Ivakić".
Tematski, na ovom festivalu se prikazuju dokumentarni filmovi o događajima i osobama u svezi s rock-glazbom.
Programi po godinama:

## 2007.
Na programu je bilo 14 filmova iz Hrvatske, BiH, SAD-a, Slovenije i Srbije.
Filmovi: 

(popis nepotpun)

"Kad muzičari šokiraju rock" (autor:Dubravko Jagatić)

"Oči u magli" (autori: Nino i Jadranka Pongrac)
Najbolji film na festivalu je bio nagrađen uvrštavanjem u videoprodukciju Continental film i videa.

## Vanjske poveznice
- http://www.dorf-vk.com/  Arhivirana inačica izvorne stranice od 19. ožujka 2007. (Wayback Machine) Službene stranice